# Бибиш (писательница)
Бибиш — это псевдоним узбекской писательницы Хажарбиби Сиддиковой. Она известна своими произведениями, которые затрагивают социальные и культурные темы Узбекистана. Бибиш освещает вопросы, касающиеся женщин и их роли в традиционном и современном обществе, часто поднимая важные и актуальные темы.
Её работы являются значимым вкладом в узбекскую литературу, сочетая глубокий анализ общественных проблем и личных переживаний.

## Биография
Настоящее имя — Хажарбиби Сиддикова, что значит «женщина — паломник» или святая женщина. Родилась Хаджар в глубокой узбекской провинции в 13 февраля 1964 году недалеко от Хивы.
В родном кишлаке Бибиш не любили. Девочка была артистична, красива и талантлива. Занималась танцами.
Она получила образование, вышла замуж за человека из туркменского Ташауза и родила двоих детей.
Спустя десять лет семья Бибиш бежит от Туркменбаши в Россию. Бибиш с детьми и мужем перебирается во Владимир. Торгует на вещевом рынке.
Череда проблем и неурядиц, а особенно ссоры и склоки с мужем заставляют Хаджарбиби сбежать от мужа в Санкт-Петербург, забрав с собой детей. Здесь она пишет свою первую книгу, план которой вынашивала в голове всю жизнь. И в 2004 году издательство «Азбука» печатает её «…Историю простодушной».
В одночасье никому неизвестная женщина становится звездой радио и телепрограмм.
Хаджар развелась с мужем. Она пишет новые книги.

## Творчество
Книги Бибиш, это не плод изобретательного ума, а «куски горячей плоти, срезанные автором с собственных костей»…
- «Танцовщица из Хивы, или История простодушной» 2004.
- «Ток-шоу для простодушной» 2005.

## Профессиональные достижения

### Литературные достижения
- Лауреат конкурса литературная премия «Национальный бестселлер» 2004 г.
- Лауреат литературного конкурса «Книга года - 2004»
- Дипломант литературного конкурса «Серебряная литера»
- Участница литературного конкурса «Книга года - 2005».
- Участница конкурса Национальная литературная премия «Большая Книга». 2006 г.

### Достижения в области танца
- Участница международного фестиваля «Музыка Мира» (Москва)
- Участница международного фестиваля «Танцы мира - 2006» (Санкт-Петербург)
- Участница городского фестиваля «Большое гнездо» (Владимир - 2006)
- Главная героиня документального фильма «ЧУРКА» (2005 г.)